# Calyptra fletcheri
Calyptra fletcheri är en fjärilsart som beskrevs av Emilio Berio 1956. Calyptra fletcheri ingår i släktet Calyptra och familjen nattflyn. Inga underarter finns listade i Catalogue of Life.